# Sphaerolobium medium
Sphaerolobium medium är en ärtväxtart som beskrevs av Robert Brown. Sphaerolobium medium ingår i släktet Sphaerolobium och familjen ärtväxter. Inga underarter finns listade i Catalogue of Life.